# Céline de Laon
Pour les articles homonymes, voir Céline.
Sainte Céline (de Laon), née dans le Laonnois au Ve siècle et morte vers 464, est surtout connue pour être  la mère de saint Remi. Elle est aussi considérée comme la mère de Principius, douzième évêque de Soissons. Sainte, sa fête est le 21 octobre.

## Hagiographie
Mariée à Emilius, comte de Laon, elle était déjà âgée quand elle fut avertie par un ermite qu'il lui naîtrait un fils lequel aurait grande renommée : 

« Le Seigneur a daigné regarder la terre du haut du ciel, afin que toutes les nations du monde publient les merveilles de sa puissance et que les rois tiennent à honneur de le servir : Céline sera mère d’un fils qu’on nommera Remi ; je l’emploierai pour la délivrance de mon peuple. »

L'enfant naquit et fut baptisé Remedius (ou Remigius), parce qu'il devait guérir beaucoup de maux dans sa vie, ce qui donna Remi ultérieurement.
Elle eut deux autres fils, qui se sont aussi voués à la prêtrise, Agricola et Principius qui va devenir évêque de Soissons. 
Céline mourut très âgée et fut enterrée à Lavergny, près de Laon. Elle est fêtée le 21 octobre.

## Sources
- Omer Englebert, La fleur des saints, Albin Michel, 1984  (ISBN 2-226-00906-X)